# Peter von Bauditz

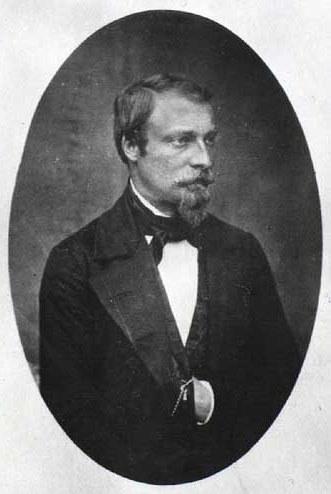
Peter Bauditz

Peter Jakob Frederik von Bauditz (* 29. Juli 1817 in Kopenhagen; † 30. April 1864 in Flensburg) war ein dänischer Offizier und Bildhauer.

## Leben
Peter von Bauditz entstammte dem dänischen Zweig der Familie. Er war Sohn des späteren dänischen Generalmajors Carl Gustav Heinrich von Bauditz (1780–1849) und seiner Frau Sofie Dorothea Frederikke (geborene Jahn, 1786–1848). Als Soldat nahm er an beiden Kriegen in Schleswig-Holstein, zuletzt als Major und Regimentskommandeur teil. In der Schlacht bei den Düppeler Schanzen wurde er verwundet und geriet in preußische Kriegsgefangenschaft, in der er im Lazarett in Flensburg verstarb. Er wurde auf dem Garnisons Kirkegård in Kopenhagen bestattet.
Sein künstlerisches Schaffen wurde durch seine Militärkarriere begrenzt. Bauditz besuchte von 1838 bis 1840 die Königlich Dänische Kunstakademie und arbeitete in der Werkstatt von Herman Wilhelm Bissen. Er war vornehmlich als Kleinplastiker tätig und war auf Poltergeister, Kobolde und Gnomen spezialisiert, die er aus Holz oder Elfenbein schnitzte. Er schnitt Kameen nach Vorlagen von Bertel Thorvaldsen. Werke von ihm befinden sich im Besitz vieler Museen in Dänemark. Er interessierte sich unter anderem für Blumen und Tierzucht. Nach seinem Tod wurde eine Pelargonie nach ihm „Souvenir de Peter Bauditz“ benannt.